# Manuel Carrasco (maestro de capilla)
Manuel Carrasco (fl. 1648-1662) fue un compositor y maestro de capilla español.

## Vida
Se desconoce el origen o la formación musical del maestro Manuel Carrasco.
Las primeras noticias que se tienen de él son como clérigo de órdenes menores en Peñaranda de Duero. Así es como se documenta en sus oposiciones del 13 de agosto de 1648 al cargo de maestro de capilla de la Catedral de Badajoz. Fue admitido sin examen y permaneció en el cargo hasta el 21 de junio de 1652, siendo despedido por razones desconocidas.
Carrasco solicitó su readmisión en tres ocasiones. La primera vez el 29 de enero de 1653, a la que el cabildo respondió agradeciéndole la misiva. Su segundo intento fue del 4 de julio siguiente, cuando el cabildo leyó una carta suya en la que explícitamente pedía la readmisión, a lo que se respondió «que busque por allá su comodidad, que el Cabildo ya la tiene y desengañándole.» El 31 de octubre lo intentaría por tercera vez, ofreciéndose para enviarles villancicos para la Navidad, a lo que el cabildo respondió que lo aceptaría de buen gusto y «que en pago de ellos ya se expedirá alguna cosa desde Madrid». Durante este tiempo se ocuparían de las responsabilidades del magisterio de forma interina el organista Miguel Temudo y el cantor Suárez Crespo. Finalmente el cabildo pacense convocó oposiciones el 2 de diciembre de 1653 de las que surgiría el nuevo maestro, Miguel de Cañas. Las oposiciones fueron muy reñidas, ya que Carrasco se enfrentó a su rival en diversas ocasiones, pero finalmente tuvo que partir con una ayuda para el camino de 200 reales.
Bernardino Rodríguez fallecía en 1646 dejando el magisterio de la Catedral de Salamanca vacante. El cargo permaneció vacante, ejerciendo las funciones de forma interina el racionero Francisco de Valderrama, hasta 1653, cuando se convocaron oposiciones. Se presentaron Manuel Carrasco, que aparece como maestro de capilla de la Catedral de Badajoz, y Gregorio López, que se presentó como maestro de la Catedral de El Burgo de Osma, pero aunque fue nombrado para el cargo en 1652, no llegó a tomar posesión. Además se llamó a un religioso del Convento de San Francisco de Salamanca para completar el número de candidatos. Los examinadores, el mismo Valderrama y Juan de Berjón, no consideraron a ninguna para el cargo, «no pareçieron a propósito». Finalmente el cargo sería para Juan de Torres Rocha tras muchas búsquedas.
Hay noticias de un Manuel Carrasco como maestro de capilla de la Colegiata de Talavera de la Reina, habiendo tomado posesión del cargo el 23 de noviembre de 1654. Seguía en el cargo en septiembre de 1657, cuando el cabildo le encargó la preparación de un nuevo inventario de los papeles de música conservados en la Colegiata.

«Inventario de los papeles de la música. Cuando entrare maestro de capilla se haga inventario de los papeles de la música que hubiere. Y dé recibo de ello y lo que entrare. Y se trataron otras muchas cosas y con esto se acabó este cabildo.

En 1661 aparece un Manuel Carrasco, «natural de Valverde», como maestro de capilla de la Catedral de Ciudad Rodrigo. No debió permanecer por mucho tiempo, ya que en 1662 se recibía al nuevo organista, Antonio de la Cruz, que además de su trabajo como organista, debía dar la lección a los mozos de coro y hacer oficio de maestro de capilla. En 1663 se recibía a Gregorio de Salinas como nuevo maestro.

## Obra
No se conservan composiciones de Manuel Carrasco.